# Двуутробна дългоопашата мишка
Двуутробната дългоопашата мишка (Sminthopsis longicaudata), също дългоопашат торбест тушканчик, е вид австралийски торбест бозайник от семейство Торбести мишки (Dasyuridae).

## Морфологични особености
Видът е с едно от най-дългите тела около 260 – 306 mm от главата до края на опашката като от главата до ануса е 80 – 96 mm, а опашката 180 – 210 mm. Задните крайници са около 18 mm, а ушите са с дължина 21 mm, теглото им е 15 – 20 g.

## Местообитание и разпространение
Ареалът на вида обхваща територия оградена на запад от океанското крайбрежие, на север е Пилабра, на изток пустинята Гибсън, а на юг е платото Нъларбър. В Северна и западна Южна Австралия се среща по-малка популация на вида. Местообитанията му включват акациеви гъсталаци, скалисти сипеи обрасли с треви и храсти, шубраци и редки гори.

## Поведение и размножаване
Представителите на вида са нощни, изключително пъргави и скокливи животинки. Чифтосват се през октомври-ноември. Правят гнезда като изкопават дупки под дънери и ги покриват с трева. Ражда по шест малки.

## Хранене
Двуутробните дългоопашати мишки се хранят с безгръбначни като мравки, бръмбари и стоножки.